# José Luis Chunga
José Luis Chunga Vega (Barranquilla, 11 de julho de 1991) é um futebolista colombiano que joga de guardameta e seu clube actual é o Atlético Junior da Categoria Primeira A de  Colômbia.
Desde 2011 faz parte da nómina profissional de Junior com a que tem obtido 1 título de une, 2 subtítulos de une e um campeonato de copa.

## Clubes
| Clube           | País     | Ano           |
| --------------- | -------- | ------------- |
| Atlético Junior | Colômbia | 2011–presente |

## Palmarés

### Campeonatos nacionais
| Título              | Clube           | País     | Ano  |
| ------------------- | --------------- | -------- | ---- |
| Torneio Finalização | Atlético Junior | Colômbia | 2011 |
| Copa Colômbia       | Atlético Junior | Colômbia | 2015 |